# August Reitz (Heimatforscher)
August Reitz (* 10. Februar 1874 in Ludwigsburg; † 21. Dezember 1948 in Schwenningen am Neckar) war ein deutscher Lehrer und Heimatforscher.

## Leben
August Reitz wurde 1905 Lehrer an der evangelischen Mädchenvolksschule in Schwenningen, 1919 an der  Mädchenmittelschule. 1921 – inzwischen „Hauptlehrer“ – gründete er den Schwenninger Heimatverein mit und wurde dessen Archivar. Ab 1927 war er Mittelschuloberlehrer.
Bekannt wurde er als Heimatkundler, der Bücher über Schwenningen und den dortigen Neckarursprung sowie einige Aufsätze in Zeitschriften schrieb.

## Schriften
- Vom Ursprung des Neckars. Verlag des württembergischen Schwarzwaldvereins,  1915.
- Von des Neckars Quelle: Allerlei aus Schwenningen. Selbstverlag, ab 3. Aufl. Neckar-Verlag, 1. Aufl. 1919; 2. Aufl. 1925; 3. Aufl. 1949; 4. Aufl. 1965; 5. Aufl. 1983.

## Ehrung
- Die August-Reitz-Straße in Villingen-Schwenningen ist nach ihm benannt.